# 蓝柱石
蓝柱石是一种铍铝硅酸盐矿物，化学式为BeAlSiO4(OH)。蓝柱石的晶体结构属于单斜晶系，外形常呈现细柱状，和绿柱石（Be3Al2Si6O18）以及其他铍矿石相关，是伟晶岩中绿柱石的分解产物。

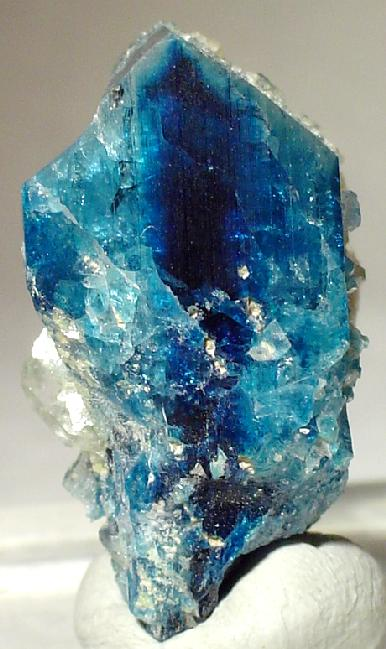
蓝柱石，3.0 x 1.6 x 1.6 cm，来自于津巴布韦西马绍纳兰省Mwami的Lost Hope矿井。

蓝柱石的颜色由苍白色至深蓝色不等，也有无色、白色或亮绿色的蓝柱石。矿石完全解理，方向平行于斜轴面。蓝柱石的名称“euclase”由勒内·茹斯特·阿羽依所取，由希腊语中的“εὖ（容易地）”和“κλάσις（断裂）”组成。切割后的蓝柱石看上去类似于绿柱石与黄玉，可利用其特殊的比重（3.1）与后两者分开。蓝柱石的硬度（7.5）与绿柱石（7.5 - 8）相似，较黄玉（8）软。
1792年，蓝柱石被发现于俄国乌拉尔山脉南部的奥伦堡区域的含金砾石中，与黄玉和金绿宝石一同出土。蓝柱石的标准地点在巴西米纳斯吉拉斯州的Ouro Prêto，也少许见诸于奥地利阿尔卑斯山脉劳里斯的片岩之中。